# Salome (Oper)
Salome (op. 54) ist eine Oper in einem Akt von Richard Strauss. Sie beruht auf dem gleichnamigen Drama von Oscar Wilde aus dem Jahr 1891 und stellt eine der ersten Literaturopern dar.

## Handlung

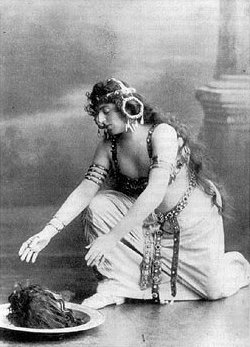
Alice Guszalewicz als Salome, mit dem Kopf des Jochanaan in einer Silberschüssel, um 1910

Die Oper spielt im Palast des Herodes zur Zeit der Regierung von Herodes II. Antipas in Galiläa.
Erste Szene
Im Bankettsaal von Herodes’ Palast findet ein Festgelage statt. Draußen auf der Terrasse halten Soldaten Wache, unter ihnen auch Hauptmann Narraboth, der sich in Salome verliebt hat, sie ständig beobachtet und alles kommentiert. Besorgt warnt ihn Herodias’ Page davor, seiner Leidenschaft nachzugeben, da sonst Schreckliches geschehen könne. Aus der alten Zisterne tönt die Stimme des Propheten Jochanaan (Johannes der Täufer), den Herodes auf Betreiben seiner Gattin dort gefangen hält, da dieser ihre Ehe anprangerte. Noch aus der Tiefe des Kerkers verkündet Jochanaan seine Botschaften, wirft Herodias ihre Sünden vor und mahnt zur Buße.
Zweite Szene
Salome verlässt den Bankettsaal und betritt die Terrasse. Sie kann die lüsternen Blicke ihres Stiefvaters und das Benehmen seiner Gäste nicht mehr länger ertragen („Ich will nicht bleiben. Ich kann nicht bleiben.“). Als erneut Jochanaans Prophezeiungen zu hören sind, wird Salome neugierig und will ihn unbedingt sehen und mit ihm sprechen. Mittels ihrer Verführungskünste („Ich war dir immer gewogen. Du wirst das für mich tun.“) kann sie bei Narraboth erwirken, dass dieser entgegen Herodes’ Verbot die Zisterne öffnen und den Propheten herauskommen lässt.
Dritte Szene
Salome ist fasziniert von dem jungen Propheten, der nun sowohl den Tetrarchen als auch eine Frau verwünscht, die mit ihren weiblichen Reizen vielerorts Politik betrieben haben soll. Als Salome darin ihre eigene Mutter erkennt und sich Jochanaan gegenüber als deren Tochter offenbart, will dieser nichts mehr von ihr wissen und bittet sie zu gehen. Auch weist er ihre Annäherungsversuche („Lass mich deinen Mund küssen, Jochanaan.“) zurück und ermahnt sie stattdessen, nach „des Menschen Sohn“ zu suchen, damit dieser ihr die Sünden vergebe. Als Narraboth Salomes exzessive Schwärmereien mitbekommt und vergeblich versucht, sie zur Vernunft und den Propheten zurück in den Kerker zu bringen, ersticht er sich vor ihren Augen und fällt ihr dabei zu Füßen. Salome hingegen schenkt dem keinerlei Beachtung und zeigt sich weiterhin uneinsichtig, worauf Jochanaan sie verflucht und wieder in die Zisterne hinabgeht.
Vierte Szene
Auf der Suche nach Salome betreten Herodes und Herodias mit ihrem Gefolge die Szene. Spontan entscheidet sich der Tetrarch, Fackeln anzünden zu lassen und das Fest auf der Terrasse fortzusetzen. Er beobachtet den Mond und vergleicht ihn mit einem „wahnwitzigen Weib, das überall nach Buhlen sucht“, und „einem betrunkenen Weib, das durch Wolken taumelt“, was seine Frau jedoch negiert. Plötzlich entdeckt er auch Narraboths Leichnam, als er auf dessen Blut ausrutscht, und lässt ihn fortschaffen. Kurz darauf meint er in der Luft „etwas wie das Rauschen wie von mächtigen Flügeln“ zu hören, weshalb ihn Herodias als krank bezeichnet und ihn bittet hineinzugehen. Herodes bietet Salome seinen besten Wein, reife Früchte und schließlich den Thron ihrer Mutter an, doch sie lehnt ab.
Währenddessen ruft Jochanaan wilde Verwünschungen aus seinem Gefängnis, die Herodias auf sich bezieht. Sie fordert, den Propheten nun endlich den Juden auszuliefern, die seit Monaten nach ihm schreien. Nach einem religiösen Streit zwischen Juden und Nazarenern und weiteren Prophezeiungen aus der Zisterne („Es kommt ein Tag, da wird die Sonne finster werden wie ein schwarzes Tuch. Und der Mond wird werden wie Blut, und die Sterne des Himmels werden zur Erde fallen wie unreife Feigen vom Feigenbaum. Es kommt ein Tag, wo die Kön'ge der Erde erzittern“) fordert Herodes seine Stieftochter zur Ablenkung auf, für ihn zu tanzen. Auch diese Bitte lehnt Salome zunächst ab, willigt aber ein, als der Tetrarch ihr als Belohnung verspricht, ihr jeden Wunsch zu erfüllen. Nachdem sie ihm den Eid („Bei meinem Leben, bei meiner Krone, bei meinen Göttern“) abgenommen hat, tanzt sie den Tanz der sieben Schleier.
Nachdem Salome zu Herodes’ Freude den Tanz vollführt hat, zeigt dieser sich bereit, ihr die Hälfte seines Königreichs zu schenken. Sie hingegen möchte etwas, das in eine Silberschüssel passt: den Kopf Jochanaans! Herodes versucht sie daraufhin mit allen Mitteln umzustimmen, da er sich fürchtet einen heiligen Mann hinrichten zu lassen. Er verspricht ihr den schönsten Smaragd der ganzen Welt, seine weißen Pfauen, schlägt ihr Juwelen und sogar den Mantel des Hohepriesters sowie den Vorhang des Allerheiligsten vor – nur nicht „das Leben dieses einen Mannes“. An seinen Eid gebunden, muss er schließlich doch nachgeben und einwilligen, worauf der Henker in die Zisterne hinabgeht und den Kopf Jochanaans auf einem silbernen Schild bringt.
Salome beginnt ein Zwiegespräch mit dem abgeschlagenen Kopf: „Du wolltest mich nicht deinen Mund küssen lassen, Jochanaan! Wohl, ich werde ihn jetzt küssen!“ und steigert sich in einen ekstatischen Liebestaumel, als sie ihn besingt. Abgestoßen von Salomes Verhalten, bekommt es Herodes mit der Angst zu tun, als plötzlich der Mond verschwindet, und möchte in den Palast zurückkehren. In der Dunkelheit hört man Salome, die das abgeschlagene Haupt geküsst hat „Ah! Ich habe deinen Mund geküsst, Jochanaan.“ Als der Mond wieder hervorbricht und die Prinzessin beleuchtet, befiehlt Herodes: „Man töte dieses Weib!“. Soldaten stürzen sich auf das Mädchen und begraben sie unter ihren Schilden. Der Vorhang fällt schnell.

### Anmerkung zur Spieldauer
Die Spieldauer der einzelnen Szenen wird zunehmend länger: 5 Minuten – 10 Minuten – 25 Minuten – 60 Minuten.

## Zur Musik

### Orchesterbesetzung
- 3 Flöten, 1 Piccolo, 2 Oboen, 1 Englischhorn, 1 Heckelphon, 1 Es-Klarinette, 2 A-Klarinetten, 2 B-Klarinetten, 1 Bassklarinette, 3 Fagotte, 1 Kontrafagott
- 6 Hörner, 4 Trompeten, 4 Posaunen, 1 Tuba
- 4 Pauken, kleine Pauke, Schlagzeug (Triangel, Becken, Tamtam, Tamburin, Kleine Trommel, Große Trommel, Glockenspiel, Xylophon)
- 2 Harfen – 1 Celesta
- Streicher: 16 Erste Violinen, 16 Zweite Violinen, 10–12 Bratschen, 10 Violoncelli, 8 Kontrabässe

Hinter der Szene: 1 Orgel, 1 Harmonium

### Musik
Die Musik der Salome ist durchkomponiert und beruht auf Leitmotiven, steht somit in der Tradition Wagners, der Libretti in Versform und klassische Periodik ablöste, manche sagen auch: überwand, durch Prosatexte und melodische Vertonung. „Keimzelle einer Arie Mozarts ist eine Periode aus acht Takten, der gewöhnlich vier italienische Verse zu sieben oder acht Silben entsprechen, bei Wagner kann eine Sinneinheit des Textes auch fünf, sieben oder neun Takte füllen.“
Zugleich gelang Richard Strauss mit Salome eine revolutionäre Überwindung von Wagners Sehnsucht nach Schönklang einerseits, von dessen romantischer Weltsicht andererseits. Die auftretenden Figuren sind, so Strauss selbst, „lauter perverse Leute, und, nach meinem Geschmack, der perverseste der ganzen Gesellschaft ist – der Jochanaan.“ Oder sie sind – wie der Narraboth als Ausnahme – hoffnungslos naiv. Im Laufe des 95-minütigen Einakters sterben drei – Narraboth durch Suizid auf offener Bühne, Jochanaan und Salome durch illegitime Todesurteile. Die Musik dazu ist entsprechend wild: „Das Ausmaß an Dissonanzen, an Orchestervolumen, an schierer musikalischer Kakophonie wie in der Salome hatte es bislang noch nicht gegeben.“ „[F]ür Schönberg und seinen Kreis wird Strauss‘ Oper zu einem Erweckungserlebnis. Salome ist der Prototyp der modernen Oper, das Tor zur Neuen Musik.“
Schon die Eröffnungsszene stellt bisherige Konventionen auf den Kopf. „Ein kurzer schwirrender Lauf – und schon umfängt uns die schwüle, sinnliche Luft am Hofe des Vierfürsten Herodes.“ „Im Lauf der Klarinette verbinden sich zwei einen Tritonus auseinanderliegende Tonarten. Die herkömmliche Tonalität ist aufgehoben, Bitonalität und freies Changieren zwischen ohnedies chromatisch verfremdeten Tonarten tritt auf den Plan. Clusterartige Akkorde ballen sich in den Bässen, darüber zuckt und schreit es in den seltsamsten Verrenkungen.“ Strauss mag nicht der beste Melodiker gewesen sein, aber er vermochte prägnante Themen zu komponieren und diese „durch kluge Sequenzierungen zu scheinbar breiten melodischen Entladungen“ auszubauen.

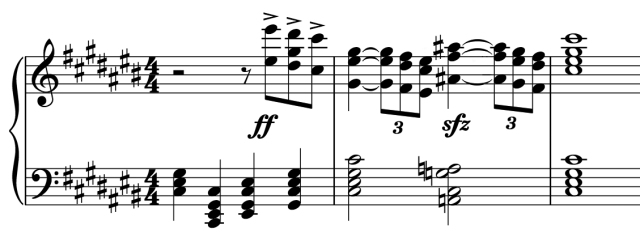
Die berühmte Dissonanz (sfz) gegen Ende der Oper (Klavierauszug)

In der Schlussszene nimmt Salome Besitz vom Kopf des Jochanaan. „In wilder Wollust küßt und saugt sie das Blut von den toten Lippen. Ihre ekelhafte Sinnlichkeit verströmt sie in einem taumelnd-berauschten Gesang, alles um sich vergessend.“ Die Musik türmt sich zu einem dramatischen Höhepunkt auf, der mit einer unorthodoxen Kadenz endet.
Beim konservativen Publikum stieß die als „enervierend“ und „emotional aufpeitschend“ geltende Musik der Salome (und anderer früher Strauss-Werke) auf Ablehnung (ein kurioses Beispiel aus der NS-Zeit: Oscar Fritz Schuh ließ sich 1940 anlässlich seines Engagements an der Wiener Staatsoper vertraglich zusichern, dass er weder Wagner noch Strauss inszenieren müsse). 

## Werkgeschichte

### Entstehung
Der Wiener Dichter Anton Lindner war 1901 mit dem Vorschlag an Richard Strauss herangetreten, aus dem Drama Salomé von Oscar Wilde (geschrieben 1891, eines seiner wenigen in französischer Sprache verfassten Werke; uraufgeführt 1896 in Paris mit Sarah Bernhardt) ein Libretto zu formen. Strauss entdeckte in Lindners Fassung „ein paar geschickt versifizierte Anfangsszenen“, entschloss sich aber dann, das Libretto selbst zu gestalten. Dabei griff er auf die (von Lindner herausgegebene) Salomé-Übersetzung von Hedwig Lachmann zurück, der wiederum die englische Übersetzung zugrunde liegt. Er ließ den Wortlaut weitgehend unverändert, nahm jedoch zahlreiche musikalisch-dramaturgisch bedingte Kürzungen und Umstellungen vor. Salome gilt deshalb als eine der ersten Literaturopern, die in größerem Umfang Formulierungen aus Werken des Sprechtheaters direkt übernehmen.
Nachdem Strauss die Partitur am 20. April 1905 vollendet hatte, wurde die Oper Salome am 9. Dezember im Königlichen Opernhaus Dresden uraufgeführt, mit Marie Wittich in der Titelpartie, Irene von Chavanne als Herodias, Karel Burian als Herodes und Karl Perron als Jochanaan sowie Ernst Wachter als „Ein Cappadocier“. Die musikalische Leitung hatte Ernst von Schuch, Regie führte Willi Wirk, das Bühnenbild gestaltete Emil Rieck (1852–1939), die Kostüme Leonhard Fanto (1874–1940). Gustav Mahler wollte die Oper zeitgleich an der Wiener Staatsoper herausbringen, was jedoch von der Zensur wegen „die Sittlichkeit beleidigender“ Handlung vereitelt wurde:

„… abgesehen von mehr textuellen Bedenken kann ich über das Abstoßende des ganzen Sujets nicht hinaus und kann nur wiederholen: Die Darstellung von Vorgängen, die in das Gebiet der Sexualpathologie gehören, eignet sich nicht für unsere Hofbühne.“

Bereits kurz nach der Fertigstellung der Partitur, nämlich zwischen Juli und September 1905, erstellte der Komponist selbst mit Hilfe des befreundeten Romain Rolland eine französische Fassung der Oper, in der er bestrebt war, die Gesangspartien so umzuschreiben, dass sie jeweils zu Oscar Wildes Originaltext passten. Diese Version wurde im März 1907 in Paris und Brüssel dargeboten, noch vor der französischen Erstaufführung der ursprünglichen deutschen Fassung, die Strauss selbst am Théâtre du Châtelet dirigierte. 1909 fertigte dann Jean de Marliave eine „Neuausgabe“ an, die die Übersetzung von Hedwig Lachmann so (frei) ins Französische übertrug, dass dies zum ursprünglichen Notentext passte, und die in den folgenden Jahrzehnten üblich wurde. 1989/90 wurde die zuvor kaum noch gespielte Strauss/Rolland'sche Fassung erneut aufgeführt und erstmals auf CD produziert (ausführlich nachzulesen im Booklet dieser bisher einzigen Aufnahme).

### Besetzungen der Uraufführung und der von Richard Strauss geleiteten Aufführung in Graz 1906
| Rolle                 | Stimmlage   | 9. Dezember 1905 Königliches Opernhaus Dresden | 16. Mai 1906 Stadt-Theater Graz |
| --------------------- | ----------- | ---------------------------------------------- | ------------------------------- |
| Dirigent              |             | Ernst von Schuch                               | Richard Strauss                 |
|                       |             |                                                |                                 |
| Herodes               | Tenor       | Karel Burian                                   | Walter Günther-Braun            |
| Herodias              | Mezzosopran | Irene von Chavanne                             | Sara Anderson                   |
| Salome                | Sopran      | Marie Wittich                                  | Jenny Korb                      |
| Jochanaan             | Bariton     | Karl Perron                                    | Hermann Jessen                  |
| Narraboth             | Tenor       | Rudolf Jäger                                   | Gustav Kaitan                   |
| Ein Page der Herodias | Alt         | Riza Eibenschütz                               | Bella Paalen                    |
| Erster Jude           | Tenor       | Hans Rüdiger                                   | Karl Roß                        |
| Zweiter Jude          | Tenor       | Hans Saville                                   | Hans Koswitz                    |
| Dritter Jude          | Tenor       | Georg Grosch                                   | August Kretschmer               |
| Vierter Jude          | Tenor       | Anton Erl                                      | Karl Grünwald                   |
| Fünfter Jude          | Bass        | Léon Rains                                     | Karl Weiler                     |
| Erster Nazarener      | Bass        | Friedrich Plaschke                             | Fritz Aigner                    |
| Zweiter Nazarener     | Tenor       | Theodor Kruis                                  | Josef Smidt                     |
| Erster Soldat         | Bass        | Franz Nebuschka                                | Emmerich Schreiner              |
| Zweiter Soldat        | Bass        | Hans Erwin (Hans Erwin Hey)                    | Max Gillmann                    |
| Ein Cappadocier       | Bass        | Ernst Wachter                                  | Heinrich Koch                   |
| Eine Sklavin          | Sopran      | Maria Keldorfer                                | Mizzi Fink                      |

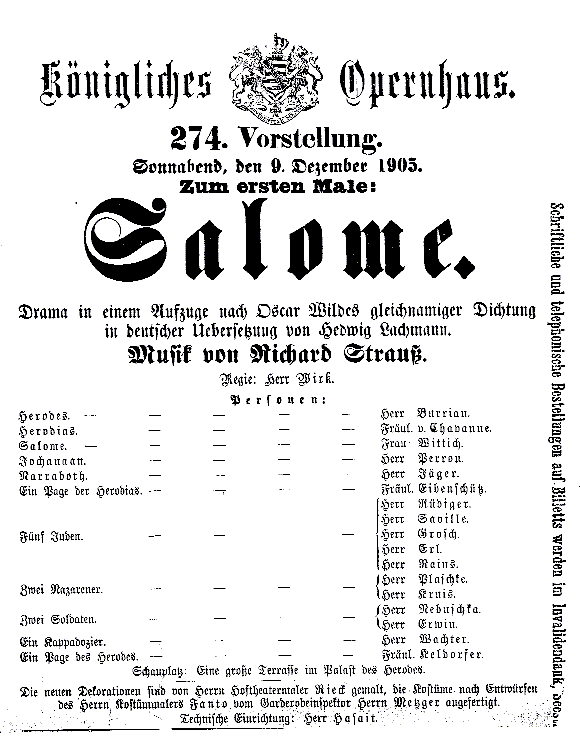
Besetzungszettel der Dresdner Uraufführung

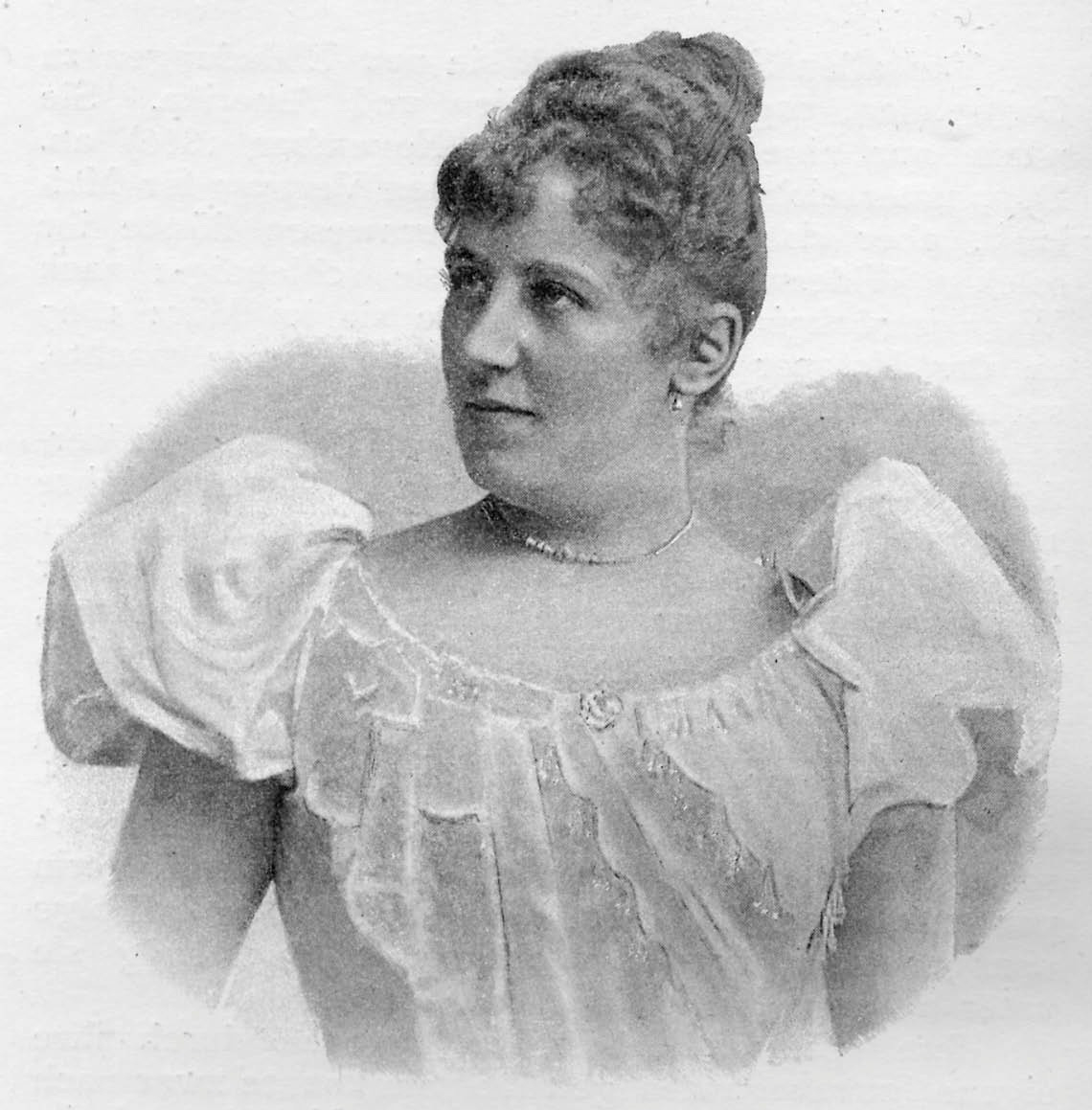
Marie Wittich, die Salome der Uraufführung, Foto 1895

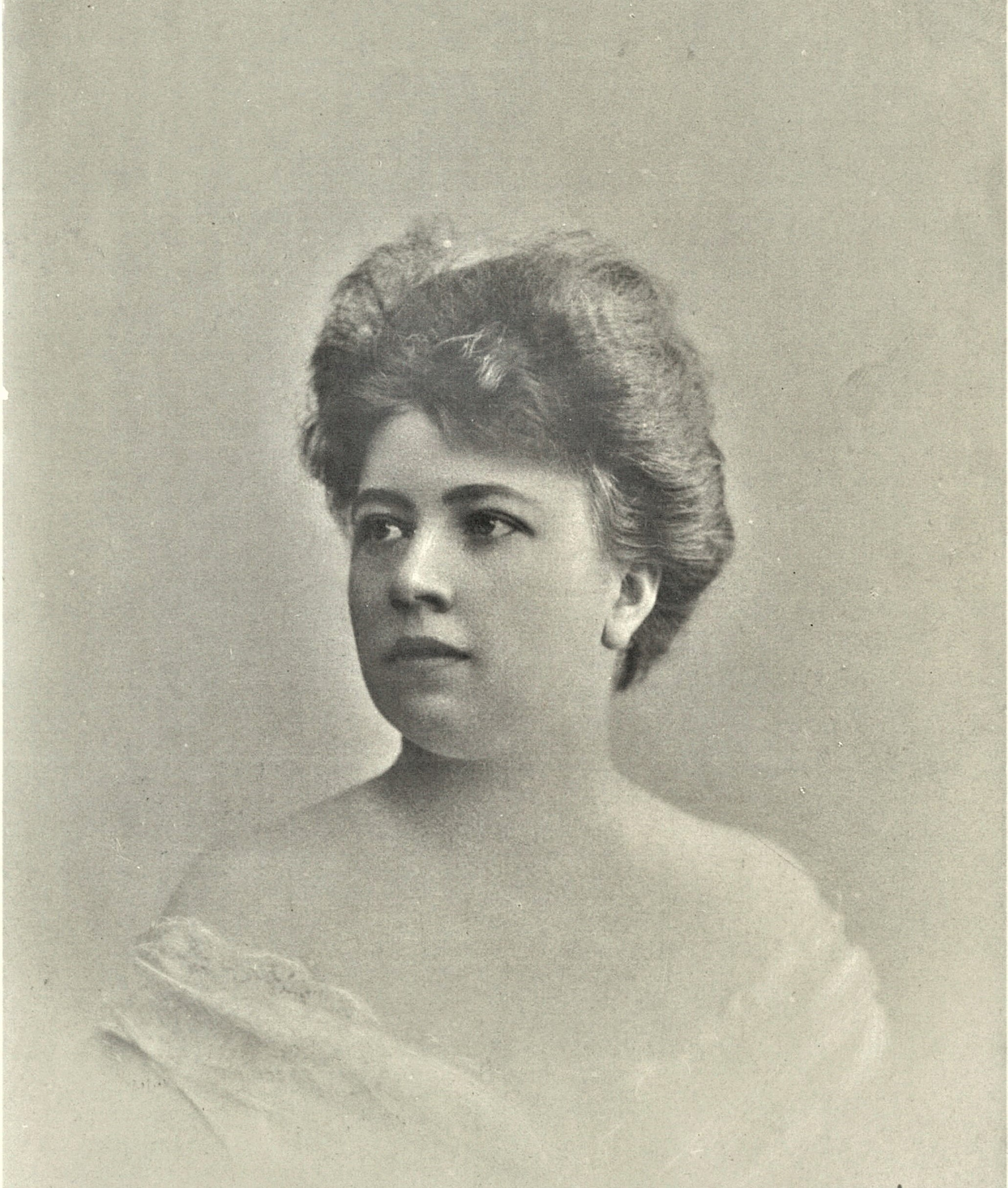
Jenny Korb, die Salome der Grazer Aufführung (1906)

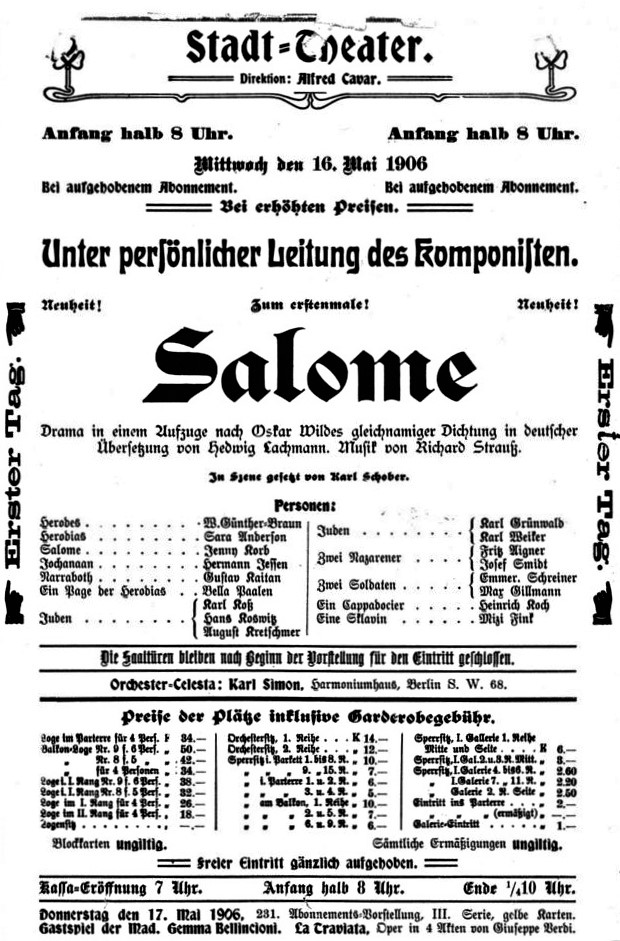
Theaterzettel zur Aufführung der Salome, Stadttheater Graz, 16. Mai 1906

Eine Aufführung am 16. Mai 1906 im Opernhaus Graz fand unter der musikalischen Leitung des Komponisten statt. Die Titelrolle sang Jenny Korb, die – im Gegensatz zur Dresdner Uraufführung – auch den Tanz der sieben Schleier selbst darbot. Im Publikum saßen die Komponisten Alban Berg, Gustav Mahler, Giacomo Puccini, Arnold Schönberg und Alexander von Zemlinsky – sowie (anekdotisch kolportiert, aber unbelegt) Adolf Hitler.

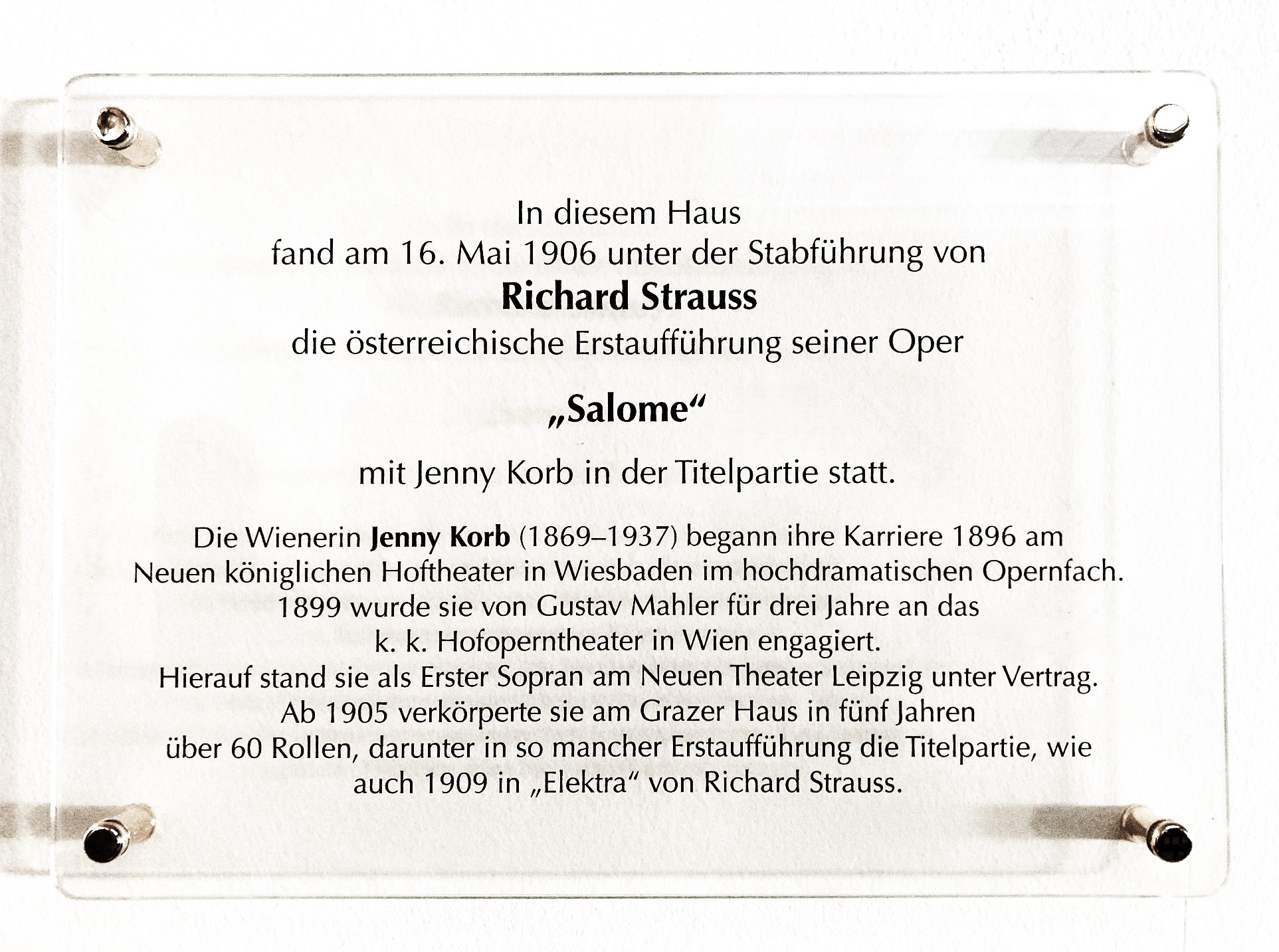
Salome – österreichische Erstaufführung, Gedenktafel Premieren-Foyer Oper Graz

(Im Herbst des Jahres 2024 wurde aus Anlass des 125-jährigen Bestehens der Grazer Oper und im Gedenken an die 75. Wiederkehr des Todestages von Richard Strauss im Premieren-Foyer des Hauses eine Gedenktafel der österreichischen Erstaufführung der Oper Salome mit Jenny Korb in der Titelpartie enthüllt.)

### Weitere Erstaufführungen
In Prag wurde das Werk auf Initiative von Angelo Neumann bereits am 5. Mai 1906 im Deutschen Landestheater aufgeführt. Dirigent war Leo Blech, die Salome wurde von Betty Schubert gesungen.
Richard Strauss dirigierte die Berliner Erstaufführung am 5. Dezember 1906 in der Hofoper, die Salome war Emmy Destinn.
Die Budapester Erstaufführung am 16. Mai 1907 im Königstheater und die Wiener Erstaufführung am 25. Mai 1907 im Deutschen Volkstheater (heute: Volkstheater) erfolgte als Gastspiel des Breslauer Stadttheaters unter der Leitung von Julius Prüwer. Die Titelpartie sang jeweils Fanchette Verhunc, in Wien u. a. alternierend mit Jenny Korb. Bemühungen Gustav Mahlers um das Werk und dessen Aufführung blieben erfolglos. An der Wiener Hofoper blieb eine Inszenierung des Werkes streng verboten.
Die Erstaufführung in den USA fand am 22. Januar 1907 an der Metropolitan Opera in New York statt, mit Olive Fremstad in der Titelpartie, Dirigent war Alfred Hertz. Die Amoralität der Titelfigur evozierte heftigste Reaktionen etlicher Sponsoren und führte zur sofortigen Absetzung vom Spielplan der Met. Erst im Januar 1934 wurde die Salome in das Repertoire der Met aufgenommen, es sangen Göta Ljungberg, Max Lorenz und Friedrich Schorr, die Leitung hatte Artur Bodanzky. Auch in Chicago verschwand die Oper nach nur einer Aufführung vom Programm – auf Druck konservativer Sponsoren.
Am Royal Opera House Covent Garden in London fand die Erstaufführung am 8. Dezember 1910 statt. Es dirigierte Thomas Beecham, die Salome war Aino Ackté. Aufgeführt wurde eine stark zensierte Fassung, dennoch sorgte der skandalöse Touch des Werkes dafür, dass jede Aufführung ausverkauft war.
An der Wiener Staatsoper konnte das Werk erst kurz vor Untergang von Monarchie und Zensur ins Repertoire aufgenommen werden. Die Premiere war am 14. Oktober 1918. Es inszenierte Wilhelm von Wymétal, es dirigierte Franz Schalk. Die Titelpartie sang Maria Jeritza, Herodes und Herodias waren mit Erik Schmedes und Bella Paalen besetzt, der Jochanaan mit Friedrich Weidemann, der Narraboth mit Georg Maikl.